# 10e jetsun dhampa khutughtu
Le 10e  jetsun dhampa khutughtu (né en 2015 ), également connu sous le nom de 10e Bogd est la 10e réincarnation du jetsun dhampa khutughtu, le chef spirituel de la lignée Gelug du bouddhisme tibétain en Mongolie.

## Processus d'identification
Lors de la dernière visite du 14e dalaï-lama en Mongolie en novembre 2016, il a tenu une conférence de presse le 23 novembre 2016 affirmant sa conviction que le 10e jetsun dhampa khutughtu venait de (re)naître en Mongolie.
Le 8 mars 2023, le 14e dalaï-lama a publiquement reconnu la 10e réincarnation du jetsun dhampa khutughtu lors d'une cérémonie à Dharamsala, en Inde, en déclarant :
Nous avons aujourd'hui avec nous la réincarnation de Khalkha Jetsun Dhampa [Jebtsundamba] Rinpoché de Mongolie. Ses prédécesseurs étaient étroitement liés à la lignée Krishnacharya de Chakrasamvara. L'un d'eux a établi un monastère en Mongolie dédié à sa pratique. Sa présence parmi nous aujourd'hui est donc de bon augure
.
La semaine suivant la visite du dalaï-lama, la Chine a imposé des droits de douanes à la Mongolie, et a fermé un poste frontière clé, provoquant des embouteillages importants et bloquant les chauffeurs routiers par des températures négatives pendant des jours. La Chine a aussi interrompu les négociations avec la Mongolie pour un prêt de 4,2 milliards de dollars. 
L'enfant est l'un des jumeaux monozygotes né à Washington de parents mongols Khalkha, lui donnant ainsi la nationalité américaine,. Pour protéger l'identité du 10e jetsun dhampa khutughtu, les jumeaux, Achildai Altannar et Agudai Altannar, sont presque toujours vus ensemble en public. Le nom du 10e Bogd est donné uniquement comme A. Altannar ; ni les parents, ni le dalaï-lama n'ont indiqué quel enfant a été présenté lors de la cérémonie de mars 2023. Le garçon et son frère sont les enfants d'Altannar Chinchuluun, professeur de mathématiques à l'université nationale de Mongolie, et de Munkhnasan Narmandakh , PDG de Monpolymet Group, un conglomérat minier et de construction fondé par sa mère, ancienne membre du parlement mongol et fondatrice de Monpolymet Group Tsedengiin Garamjav,. 
En juillet 2025, Telo Rinpoché, ancien chef des bouddhistes de la République de Kalmoukie et envoyé du dalaï-lama en Russie, en Mongolie et dans la Communauté des États indépendants, a révélé que l'influence du gouvernement chinois sur la Mongolie bloque sa reconnaissance traditionnelle et son intronisation.